# Filippos Karvelas
Filippos Karvelas (en grec Φίλιππος Καρβελάς, Atenes, 1877 o 1879 – Atenes, 7 de novembre de 1952) va ser un gimnasta grec que va prendre part en els Jocs Olímpics de 1896, a Atenes.
Karvelas va disputar les dues proves de gimnàstica de barres paral·leles, la prova individual i per equip. A les barres paral·leles individuals es desconeix la posició exacta, però no va aconseguir medalla, mentre a les barres paral·leles per equip, formant part de l'equip Ethnikos Gymnastikos Syllogos va finalitzar en la tercera posició final i aconseguir una medalla de bronze.